# Stefano Aimone Prina
Stefano Aimone Prina (Biella, 3 aprile 1960) è un politico italiano.

## Biografia
Architetto e titolare di uno studio di architettura a Biella, viene eletto deputato per la Lega Nord per la prima volta nel 1992 e rieletto nel 1994, ha fatto parte della Commissione Ambiente, Territorio e Lavori Pubblici, e della Commissione Speciale per le Politiche Comunitarie della Camera dei deputati. È stato sottosegretario al Ministero dei lavori pubblici nel Governo Berlusconi I. Conclude la sua esperienza parlamentare nel 1996.
A seguito di un procedimento giudiziario per evasione fiscale avviato nel 2016 e conclusosi nel 2019 con la condanna a sei mesi di carcere, nell'ambito del quale si è reso irreperibile, è stato radiato dall'albo degli architetti e si è trasferito a esercitare la professione all'estero.